# Bolzano Vicentino
Bolzano Vicentino är en ort och kommun i provinsen Vicenza i regionen Veneto i Italien. Kommunen hade 6 472 invånare (2018).